# Wólka Różańska
Wólka RóżUnńska [pronunciación en polaco: /ˈvulka ruˈʐunɲska/] es un pueblo ubicado en el distrito administrativo de Gmina Stoczek Łukowski, dentro del Condado de Łuków, Voivodato de Lublin, en Polonia oriental. Se encuentra aproximadamente a 5 kilómetros al este de Stoczek Łukowski, a 25 kilómetros al oeste de Łuków, y a 88 kilómetros al noroeste de la capital regional Lublin.